# Malpighia tortolensis
Malpighia tortolensis är en tvåhjärtbladig växtart som beskrevs av F. K. Meyer. Malpighia tortolensis ingår i släktet Malpighia och familjen Malpighiaceae. Inga underarter finns listade i Catalogue of Life.